# Талыш-Муганская Автономная Республика
Талыш-Муганская автономная республика (азерб. Talış-Muğan Muxtar Respublikası / Талыш-Муған Мухтар Республикасы, тал. Tolyš-Myǧonə Muxtarə Respublikə / Толыш-Мығонə Мухтарə Республикə), также называемая Талышстаном, — самопровозглашённая автономная республика в составе Азербайджанской Республики, образованная в июне 1993 года на территории семи районов на юге страны (Астаринский, Ленкоранский, Лерикский, Ярдымлинский, Масаллинский, Джалильабадский, Билясуварский районы), которые контролировала 704-я бригада ВС Азербайджана, штаб которой дислоцировался в городе Ленкорань, где командир бригады был полковник Микаил Гаджиев. Фактически прекратила своё существование в августе 1993 года.
С 15 июля 2018 года группой молодых активистов вместе с Альакрамом Гумматовым сформировано правительство Талыш-Муганской автономный республики в эмиграции.

## Предыстория
Талыши — ираноязычный народ, проживающий в Иране и на юго-востоке Азербайджана. В годы перестройки они активно участвовали в Ленкоранском народном фронте за перестройку, позднее вошедшем в Народный фронт Азербайджана, одним из основателей которого был ленкоранский автоинженер, позднее полковник азербайджанской армии Альакрам Гумматов (Аликрам Гумбатов). По инициативе Гумматова и талышского поэта Али Насира в программу Ленкоранского отделения Народного фронта в 1989 году было включено положение о создании автономии в талышских районах.
11 января 1990 года в ходе антисоветских волнений в Азербайджане Гумматов во главе местного отделения Народного фронта фактически сверг Советскую власть в Ленкорани и на протяжении 10 дней возглавлял город, после чего был арестован советскими правоохранительными органами.
Одновременно была создана «Партия талышского национального возрождения», в июне 1992 года проведшая первый съезд и переименованная в «Талышскую народную партию». Затем, поскольку азербайджанские официальные органы отказывались регистрировать партию под этим именем, она была переименована в «Партию равенства народов Азербайджана». Её главной опорой была интеллигентско-студенческая среда. К середине 1993 года партия насчитывала 5 тысяч членов.
По мнению М. Жирохова, политика пришедшего к власти правительства НФА во главе с Абульфазом Эльчибеем, построенная на крайнем азербайджанском национализме и пантюркизме, оттолкнула талышских национальных деятелей.
В начале июня 1993 года в Азербайджане возник военно-политический кризис, вызванный мятежом полковника Сурета Гусейнова в Гяндже и походом его отрядов на Баку. А. Гумматов к тому времени успел принять участие в военных действиях в Нагорном Карабахе во главе сформированного им Ленкоранского батальона и некоторое время являлся заместителем министра обороны в правительстве НФА. Но затем он покинул Народный фронт, политику которого счёл пантюркистской и ультранационалистической.
8 июня 1993 года А. Гумматов организовал в Ленкорани массовый митинг в поддержку С. Гусейнова, на котором, в частности, было выдвинуто требование создания в Верховном Совете Азербайджана второй палаты — палаты национальностей. В момент кризиса президент А. Эльчибей пригласил в Баку Гейдара Алиева. Переговоры с Суретом Гусейновым, посредником на которых выступил Гейдар Алиев, ни к чему не привели. В ночь с 17 на 18 июня Эльчибей неожиданно улетел в Нахичевань и поселился в своём родном селе Келеки. И.о президента страны стал Гейдар Алиев. Легитимная власть в эти дни фактически отсутствовала.
Вскоре А. Гумматов покинул НФА, чью политику счёл ультранационалистической. В результате конфликта с местными властями, состоявшими из представителей НФА, вместе с группой своих единомышленников был вынужден бежать в горы. Однако в его поддержку выступило состоявшее из талышей командование расквартированной в городе воинской части — 704-й бригады (сформированной на базе Гёктепинского батальона, которым в Карабахе командовал Гумматов): офицерский совет части избрал его командиром части. Городской совет 15 июня сместил прежнего мэра города и назначил на его место Гумматова. Власть фактически перешла к группе талышских офицеров 704-й бригады.

## Образование и существование Республики

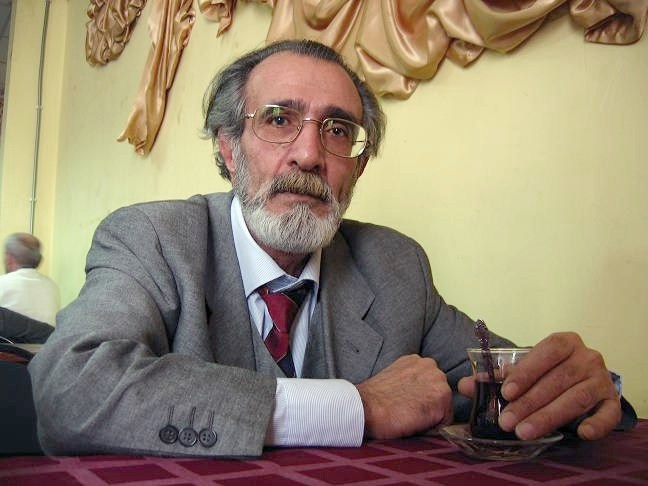
Альакрам Гумматов

21 июня 1993 года командование 704-й бригады приняло «Обращение к народу», в котором говорилось, что, учитывая взрывоопасность сложившейся ситуации в результате безвластия в республике и экономической разрухи, бригада принимает на себя обеспечение безопасности населения семи районов Азербайджана — (Астаринского, Ленкоранского, Лерикского, Ярдымлинского, Масаллинского, Джалильабадского, Билясуварского) и объявляет о создании Талышско-Муганской Автономной Республики (ТМАР). А. Гумматов зачитал документ по местному телевидению.
Вскоре после этого из Баку в Ленкорань приехал политолог и преподаватель Бакинского университета Фахраддин Абосзода, который, по поручению Гумматова, принялся за разработку планов организации и легитимации национальной талышской власти. В начале июля им был составлен Конституционный закон — временная конституция автономии, а также разработано положение о выборах в учредительное собрание — Народный меджлис.
Порядок проведения выборов был определён следующим образом: по определённому числу депутатов от каждого из семи талышских районов, всего 150 человек, плюс определённое число аксакалов и уважаемых представителей народа, назначенных районными советами и талышскими общинами в Баку и Сумгаите, всего 100 человек, — итого 250 человек. Районным советам были разосланы указания о проведении выборов и об утверждении назначенных Гумматовым глав районов.
Фактический глава государства Гейдар Алиев занимал по отношению к автономии двусмысленную позицию, не поддерживая её, но и не выступая открыто против. Не обсуждал вопроса об автономии и на заседании Национального меджлиса Азербайджана, а на предложение поднять этот вопрос со стороны бывшего спикера Исы Гамбара обвинил в проблеме НФА и его националистическую тюркизаторскую политику. Самого Гумматова Гейдар Алиев при этом назвал «достойным сыном Родины». 10 июля в Баку состоялась четырехчасовая встреча Альакрама Гумматова с Гейдаром Алиевым. Алиев уговаривал Гумматова отказаться от идеи автономии, обещая за это высокую должность. Гумматов со своей стороны безуспешно требовал от Алиева признания автономии.
2-3 августа 1993 года премьер-министр Сурет Гусейнов и другие министры посетили Ленкорань для ознакомления с проблемами региона. После переговоров с Гусейновым Гумматов выступил с требованием отставки и. о. президента страны Гейдара Алиева и возвращения в Баку бывшего президента Аяза Муталибова, а также расширение широких полномочий премьер-министра Сурета Гусейнова. Эти события, главным образом, были направлены против прихода к власти Гейдара Алиева.
7 августа открылось заседание Милли Меджлиса ТМАР, которое одобрило создание Талыш-Муганской Автономной Республики. На собрании Милли Меджлиса президентом автономной республики был избран А. Гумматов, назначены председатель Милли Меджлиса (Фахраддин Аббасов) и председатель Кабинета Министров (Ракиф Ходжаев), а также принят конституционный закон, учреждены гимн, флаг и другие атрибуты автономной республики. Действия Гумматова осудили Народный Фронт Азербайджана, Мусават и Социал-демократическая партия Азербайджана.
Флаг Талыш-Муганской Автономной Республики имеет паниранские цвета, красный, белый и зелёный — цвета, используемые на флагах большинства иранских государств и народов. Их использование символизирует общее начало ираноязычных народов. Ныне считается национальным флагом талышского народа, также используется РОО «Талышское возрождение» и Талышской национально-культурной автономией г. Москвы.
Для поддержки новой власти была создана 3-тысячная Национальная гвардия во главе с начальником оперативного отдела штаба 704-й бригады Эльманом Османовым. Парламент ТМАР направил обращение в Парламент Азербайджанской Республики с предложением утвердить провозглашение республики на очередной сессии парламента, но оно осталось без рассмотрения. Также на 29 августа были назначены выборы мэра Ленкорани.
После провозглашения автономной республики, 12 августа, Г. Алиев во второй раз встретился с А. Гумматовым, но получил от него решительный отказ на предложение распустить автономию. После этого, 17-18 августа, Алиев выносит вопрос о ТМАР на обсуждение Национального меджлиса Азербайджана. Было принято постановление, предписывающее исполнительной власти в трёхдневный срок «восстановить конституционный порядок в Южном регионе». Руководство операцией возлагалось на Сурета Гусейнова. Однако никаких реальный последствий это постановление не имело.
23 августа Алиев по телевидению обратился к населению талышских районов с призывом выступить против ТМАР. В тот же день перед зданием горисполкома, где находились органы автономии, собралась толпа, состоявшая в основном из сторонников азербайджанских националистических партий, прежде всего Народного фронта и «Мусавата». Они ворвались в горисполком, но он оказался пуст: Гумматов находился в штабе 704-й бригады. Митинг переместился к воротам воинской части. Корреспондент «Ассошиэйтед пресс» сообщал из Баку, что «по оценкам, 10 000 протестующих собрались во время уик-энда перед штаб-квартирой Гумматова в Ленкорани, требуя его изгнания». Когда люди выломали ворота и ворвались на территорию части, был открыт огонь, в результате чего, согласно официальной версии, погибло 3 человека и ещё 5 были ранены. «Ассошиэйтед пресс» сообщала в те дни, что «больницы, по сообщениям, заполнены пострадавшими от вооруженных столкновений между сторонниками и противниками Аликрама Гумбатова».

## Последствия
24 августа 1993 года, осуществляя мероприятия по урегулированию проблемы и стабилизации обстановки, руководство Азербайджана перебросило в талышские районы дополнительные войска, вынужденно ослабив фронтовую группировку в Карабахе. Лидеры ТМАР были взяты под стражу, а «Партия равенства народов Азербайджана» (бывшая «Талышская народная партия») распущена. Ситуацией воспользовалось армянское командование, которое возобновило наступательные действия. В том числе, 20 августа армянские части заняли оборонявшийся Ленкоранским батальоном райцентр Джебраил, ранее трижды переходивший из рук в руки.
Во второй половине августа 1993 года 704-я бригада была выведена на переформирование, а значительная часть её командиров арестована. Другие связанные с Гумматовым военнослужащие были отозваны с фронта, затем арестованы и подверглись репрессиям. Подверглись репрессиям и родственники Гумматова. Братья и дядя Гумматова были арестованы и осуждены за укрывательство государственного преступника. Жена Гумматова долгое время скрывалась от ареста. 12-летнего сына Гумматова пытали в полиции, прижигая сигаретами руки.
В Ленкорани начались митинги в поддержку Гумматова и его сторонников, проводились пикеты с требованиями освободить Гумматова, талышского поэта Али Насира и всех арестованных в связи с тогдашними событиями; прекратить преследование «Партии равенства народов Азербайджана», которая насчитывала на тот момент уже пять тысяч членов, местное население также требовало приостановить военную мобилизацию в талышских районах.
После ликвидации автономной республики Гумматов скрывался от ареста. В телефонном разговоре с корреспондентом газеты «Коммерсантъ» в сентябре 1993 года он заявил, что будет «бороться против режима Алиева самым решительным способом», поскольку не считает его легитимным. 9 декабря того же года он был арестован. 21 сентября 1994 года А. Гумматов вместе с бывшим министром обороны Азербайджана Р. Газиевым и другими совершил побег из СИЗО Министерства Национальной Безопасности, был вновь арестован 7 августа 1995 года.
По делу о Талыш-Муганской Автономной Республике был арестован и осужден 31 человек, которые были приговорены от 2 лет 9 месяцев лишения свободы до смертной казни. В 1998 году смертная казнь была заменена Гумматову пожизненным заключением, а в 2004 году под давлением Совета Европы, который классифицировал его как политзаключенного, он был помилован президентом Ильхамом Алиевым. Однако он был лишен гражданства Азербайджана и переехал в Нидерланды. Впоследствии он подал на Азербайджан в Европейский суд по правам человека и выиграл.

Иностранные исследователи отмечают скоординированность действий Гумматова с мятежом Сурета Гусейнова. Согласно Тому де Ваалу:
«Гумбатов, заручившись поддержкой бывшего министра обороны Рагима Газиева, присягнул на верность бывшему азербайджанскому президенту Аязу Муталибову. Этот мятеж, почти бескровно подавленный в августе, по-видимому, был, подобно мятежу Гусейнова в Гяндже, составной частью крупной политической интриги».
А. Рубинштейн и О. Смолянски, в целом оценивая движение Гумматова как «сепаратистское восстание среди талышского меньшинства», считают вероятным, что этот эпизод представляет собой очередную попытку могущественного лидера вооружённого формирования воспользоваться нестабильностью в Азербайджане, в данном случае апеллируя к персидским национальным чувствам. Они приводят сообщения, что Гумматов выражал готовность прекратить свой мятеж, если Муталибов вернётся к власти, а также указывают на наличие связей Гумматова с иранским движением Хезболлах и его намерение присоединиться к Ирану, который отверг свою причастность к этим событиям.
По мнению профессора Брюса Паррота, провозглашение Талыш-Муганской автономной республики близким соратником Сурета Гусейнова Аликрамом Гумматовым было серьёзной угрозой территориальной целостности Азербайджана, «однако это приключение быстро превратилось в фарс». Талышский характер «республики» был минимальным, в то время как угроза территориальной целостности Азербайджана, которую представляло собой её существование, только дискредитировала Гумматова, и заодно с ним Гусейнова. Расим Мусабеков, характеризуя события, пишет:

Выступление Гумбатова, строго говоря, трудно квалифицировать как сепаратистское, так как ни он сам, ни его сторонники не заявляли о намерении отделить юг страны от Азербайджана. На вышедшей временно из-под контроля Баку территории не наблюдалось никакого противостояния и розни между талышами и азербайджанцами. Провозглашение ТМР скорее представляло собой политико-идеологическое прикрытие захвата власти группой военных, опирающихся на местные клановые группировки (как бы подобие путча Сурета Гусейнова, но в локальном масштабе и с более ограниченными целями), и несло угрозу не столько целостности, сколько унитарности Азербайджана. Как бы то ни было, но авантюра Гумбатова и его сторонников очень скоро провалилась.

С 2005 года Альакрам Гумматов возглавлял Талышское национальное движение (ТНД) в Нидерландах, где часть талышского руководства ТМАР живет в эмиграции. В частности, ТНД выступает за создание талышской провинции с региональным управлением в пределах границ Азербайджана. Требует децентрализации власти, чтобы способствовать более справедливому представительству групп меньшинств, а также гарантировать культурные и языковые свободы.
15 июля 2018 года группа молодых активистов вместе с А. Гумматовым сформировали правительство Талыш-Муганской автономной республики в эмиграции. Правительство направляет письма и заявления в международные организации, государства и мировые правозащитные организации, чтобы отразить позицию талышей в стране. Также призывает Азербайджанское правительство положить конец дискриминации талышей, требует, чтобы талышский язык преподавался в школе и чтобы талыши могли зарабатывать себе на жизнь в своей собственной стране, а не быть вынужденными уезжать за границу. Все министры правительства Талыш-Муганской автономной республики живут в эмиграции, в частности, в Нидерландах.